# Okręg Douai
Okręg Douai (fr. Arrondissement de Douai) – okręg w północnej Francji. Populacja wynosi 248 tysięcy.

## Podział administracyjny
W skład okręgu wchodzą następujące kantony:
- Arleux,
- Douai-Nord,
- Douai-Nord-Est,
- Douai-Sud,
- Douai-Sud-Ouest,
- Marchiennes,
- Orchies.